# Thérèse Verzeri
Thérèse Verzeri (Bergame, 31 juillet 1801 - Brescia, 3 mars 1852) est une religieuse italienne fondatrice des Filles du Sacré-Cœur de Jésus de Verzeri et reconnue sainte par l'Église catholique.
Elle est commémorée le 3 mars selon le Martyrologe romain.

## Biographie
Ignatia Verzeri naît le 31 juillet 1801, elle est l'aînée des sept enfants d'Antonio Verzeri et de la comtesse Hélène Pedrocca-Grumelli. Son frère, Jérôme Verzeri (it), deviendra évêque de Brescia.
Voulant plaire à Dieu, Ignatia rentre chez les bénédictines où elles enseignent aux jeunes pensionnaires du couvent mais après trois essais, elle sort du monastère et avec l'aide du chanoine Joseph Benaglio, vicaire général du diocèse de Bergame, elle fonde le 8 février 1831 les Filles du Sacré-Cœur de Jésus destinées à l'éducation des jeunes filles pauvres et aux œuvres charitables, et prend Thérèse comme nom de religion.
L'œuvre se développe mais Carlo Griti Morlacchi, évêque de Bergame est hostile à la prolifération d'instituts religieux et beaucoup recommandent à Thérèse de fusionner son institut avec d'autres congrégations en particulier avec les Dames du Sacré-Cœur de Madeleine Sophie Barat. Thérèse et ses sœurs se voient dans l'obligation de déménager à Brescia. C'est dans cette ville que Thérèse meurt le 3 mars 1852 à 51 ans.

## Canonisation
Elle est béatifiée le 27 octobre 1946 par Pie XII et canonisée le 10 juin 2001 par Jean Paul II. Sa fête est le 3 mars (le 27 octobre dans les diocèses de Brescia et de Bergame), son corps se trouve dans la chapelle des Filles du Sacré-Cœur de Jésus à Bergame.